# جامعة صعدة
جامعة صعدة هي جامعة حكومية في مدينة صعدة في شمال اليمن. تأسست عام 2010. تضم الجامعة 4 كليات، وتمنح درجات البكالوريوس والماجستير في العديد من التخصصات.

## تاريخ
أعلنت الحكومة اليمنية عن إنشاء جامعة صعدة في عام 2010 بهدف توفير التعليم العالي لأبناء محافظة صعدة، الذين كانوا يضطرون للسفر إلى صنعاء للحصول على هذا التعليم. تم افتتاح الجامعة في عام 2011، وضمّت في البداية أربع كليات هي كلية الآداب والعلوم، وكلية التربية، وكلية الشريعة والقانون، وكلية الهندسة.
وقبل إنشاء جامعة صعدة، كانت توجد في محافظة صعدة كلية واحدة هي كلية التربية والآداب والعلوم، والتي تأسست عام 1994، بقدرة استيعابية (1320) مقعدا، وكانت إداريا تتبع جامعة صنعاء.
وأدت الحرب الأهلية اليمنية التي بدأت عام 2015 إلى انخفاض عدد الطلاب المسجلين في جامعة صعدة، حيث كان العديد من الطلاب غير قادرين على الوصول إلى الحرم الجامعي بسبب القتال. كما تضررت أربعة مبان في الحرم الجامعي في غارة جوية عام 2015.
على الرغم من التحديات، تواصل جامعة صعدة تقديم التعليم العالي لأبناء محافظة صعدة. وتعمل الجامعة على توسيع برامجها وزيادة عدد الكليات، بهدف أن تصبح واحدة من أهم الجامعات في اليمن.
فيما يلي بعض المعلومات التفصيلية عن جامعة صعدة:
- تأسست عام 2010.
- تقع في مدينة صعدة في شمال اليمن.
- تضم 12 كلية.
- تمنح درجات البكالوريوس والماجستير والدكتوراه في العديد من التخصصات.
- تأثرت بالحرب الأهلية اليمنية.
- تواصل تقديم التعليم العالي لأبناء محافظة صعدة.

حيث كان الدكتور عبدالرحيم الحمران، رئيس جامعة صعدة من يونيو عام 2022.

## كليات جامعة صعدة
تضم جامعة صعدة أربع كليات، هي:
- كلية الطب والعلوم الصحية.
- كلية التربية.
- كلية العلوم التطبيقية.
- كلية العلوم الإنسانية والإدارية.[6]

## الدراسات العليا
أعلنت نيابة الدراسـات العليا والبحث العلمي بجامعة صعدة عن فتح باب التنسيق والقبول لبرامج الدراسات العليا (دبلـوم + ماجستير) للعـام الجامعي 1445هـ الموافق 2023-2024م في الكليات التالية:

### كلية العلوم الإنسانية والإدارية:
1)  ماجستير (الماجستير التنفيذي في الإدارة العامة – دراسات إسلامية – دراسات عربية).
2)  دبلوم لغير المتخصصين (إدارة عامة).
3)  دبلوم تحسين مستوى (دراسات إسلامية – دراسات عربية).

### كلية التربية:
1)  ماجستير (إدارة وتخطيط تربوي – تقنيات التعليم – مناهج وطرائق تدريس “العلوم/الاجتماعيات”).
2)  دبلوم تحسين مستوى (جميع تخصصات كلية التربية)

## البحث العلمي
- مؤتمر جامعة صعدة العلمي الزراعي الأول.
- المجلة العلمية المحكمة.[8] أُسست المجلة عام 2022م، تصدر عن نيابة الدراسات العليا والبحث العلمي للجامعة. وحاصلة المجلة على الترقيم الدولي الآتي: (ISSN: 2959-0396).